# Wallander – Cellisten
Wallander – Cellisten är en svensk thriller från 2009. Det är den femte filmen i den andra omgången med Krister Henriksson som Kurt Wallander. Filmen släpptes på DVD den 16 september 2009.
Filmen skulle ha släppts före Tjuven, men Tjuven släpptes tidigare då filmerna släpps i produktionsordning.[källa behövs]

## Handling
En rysk konsertcellist utsätts för mordförsök genom en bilbomb och Wallander och hans team börjar undersöka fallet. Det visar sig att kvinnan var huvudvittne i ett mordåtal mot en medlem i ryska maffian. Wallander inser att han har att göra med en skoningslös motståndare som är beredd att gå hur långt som helst för att nå sina mål.

## I rollerna
Återkommande:
- Krister Henriksson - Kommissarie Kurt Wallander
- Lena Endre - Katarina Ahlsell, åklagare
- Mats Bergman - Nyberg, kriminaltekniker
- Douglas Johansson - Martinsson, kriminalinspektör
- Fredrik Gunnarsson - Svartman, polisman
- Marianne Mörck - Ebba, receptionist
- Stina Ekblad - Karin Linder, obducent
- Nina Zanjani - Isabelle, polisaspirant
- Sverrir Gudnason - Pontus, polisaspirant

I detta avsnitt:
- Sandra Stojiljkovic - Irina
- Magnus Roosmann - Jens Riis
- Fredrik Dolk - Richard Metz
- Göran Graffman - Präst
- Christian Fiedler - Joseph
- Siw Erixon - Läkare
- Elias Faingersh - Alexander
- Harald Leander - Daniel, journalist
- Bård Owe - Leb Munchin
- Vadim Markim - Lebs torped
- Bashkim Neziaj - Jurij
- Anna-Sara Kennedy - Sjuksköterska
- Mimmi Benckert Claesson - Ella
- Veronica Sinclair - Sjukhusrecptionist
- Anders Söderberg - Polistekniker
- Josefine Tengblad - Hotellreceptionist
- Göran Ohlin - Häktesvakt
- Said El-Tahan - Lebs torped (omänsklig brott)
- Armand Krajnc - Bombman(omänsklig brott)
- Robert Dahlqvist - Ystads polis